# E tu come stai?
E tu come stai? è un album di Claudio Baglioni pubblicato nel 1978, l'ottavo della sua carriera, il primo con la CBS. 
Nel 1978 la casa discografica CBS offre un miliardo di lire al cantautore ventisettenne per diventare l'etichetta musicale ufficiale di tutti i suoi lavori da lì in avanti, per cui Baglioni si mette alla lavorazione di un nuovo progetto. L'album risulta un disco elegante con sonorità stereo e moderne, presenta nove brani con forti legami musicali che spaziano su vari argomenti. Il disco avrà un grandissimo riscontro con il pubblico, ma qualche mese dopo la RCA (precedente casa discografica dell'artista) farà ritirare tutte le copie del disco citando in tribunale Baglioni per essere passato a un'altra etichetta discografica mentre era ancora sotto contratto dalla prima, ma dietro la scelta di Baglioni si cela il diritto dei lavoratori e quindi vincerà la causa, il disco verrà rimesso in commercio e sarà destinato a superare il milione di copie, dopo il quale il cantante si ritirò per un po' di tempo dalle scene.

## Descrizione
Il disco ha un sapore volutamente privato e "decadente". La copertina, firmata da Lucky e curata da Fabrizio Intra, ritrae Baglioni all'interno di una villa sul lago di Alleghe, insieme ai suoi due pastori tedeschi. L'immagine riflette l'atmosfera crepuscolare del lavoro, dove temi e composizioni si fondono in un paesaggio autunnale dai contorni sfumati.
L'album, composto interamente al pianoforte, si distingue per la ricerca di preziosità armonica e melodica, elementi che conferiscono unità all'intera opera. Dal punto di vista sonoro, E tu come stai? è caratterizzato dall'uso di alcuni strumenti particolari, come l'Arp Avatar, un synth per chitarra che aggiunge nuove possibilità espressive.
I brani trattano vari temi: l'attesa di un incontro desiderato in un contesto urbano (Con te), l'addio in un locale che chiude (Signori si chiude), la scoperta di una passione non completamente svanita con un vecchio amore (Ti amo ancora), e il passaggio dall'adolescenza all'età adulta (Giorni di neve). Altri pezzi riflettono sull'amore strappato dalla guerra (Loro sono là), sulle domande senza risposta di un amore finito (E tu come stai?), sull'amore che occupa ogni spazio (Un po' di più), e sull'amore che si dissolve (Quando è così). L'album si chiude con il drammatico suicidio come estrema conseguenza di una delusione amorosa (Ancora la pioggia cadrà). L'album risulta dunque un romanzo dalle tante storie intime e personali.

## Tracce
Testi e musiche di Claudio Baglioni
Lato A
1. Con te – 3:50
2. Signori si chiude – 3:40
3. Ti amo ancora – 4:00
4. Giorni di neve – 3:16
5. Loro sono là – 4:13

Lato B
1. E tu come stai? – 5:30
2. Un po' di più – 4:30
3. Quando è così – 3:57
4. Ancora la pioggia cadrà – 6:08

## Formazione
- Claudio Baglioni – voce, autoharp
- Ruggero Cini – arrangiamenti, pianoforte, clavinet, sintetizzatore, Fender Rhodes, organo Hammond C3, fisarmonica
- Luciano Ciccaglioni – chitarra acustica, elettrica e a 12 corde, mandola, mandolino, sintetizzatore
- Benoit Widemann – sintetizzatore
- Massimo Buzzi – batteria, congas, triangolo, cabasa, percussioni e basso
- Pierre Francis – arpa
- Rodolfo Bianchi – sassofono tenore
- Jacques Chambon – oboe
- Jean Paul Gantiez, André Fournier, Wilfrid Fournier – corno
- Christiane Cour, Jean Stout, Alice Herald, Anne German, Danielle Licari, Françoise Walle, Jean Coussac, Bernard Houdy, Henry Tallourd, José Germain - cori

## Classifiche

### Classifiche settimanali
| Classifica (1979) | Posizione massima |
| ----------------- | ----------------- |
| Italia            | 1                 |

### Classifiche di fine anno
| Classifica (1979) | Posizione |
| ----------------- | --------- |
| Italia            | 8         |